# Bruno Cremer

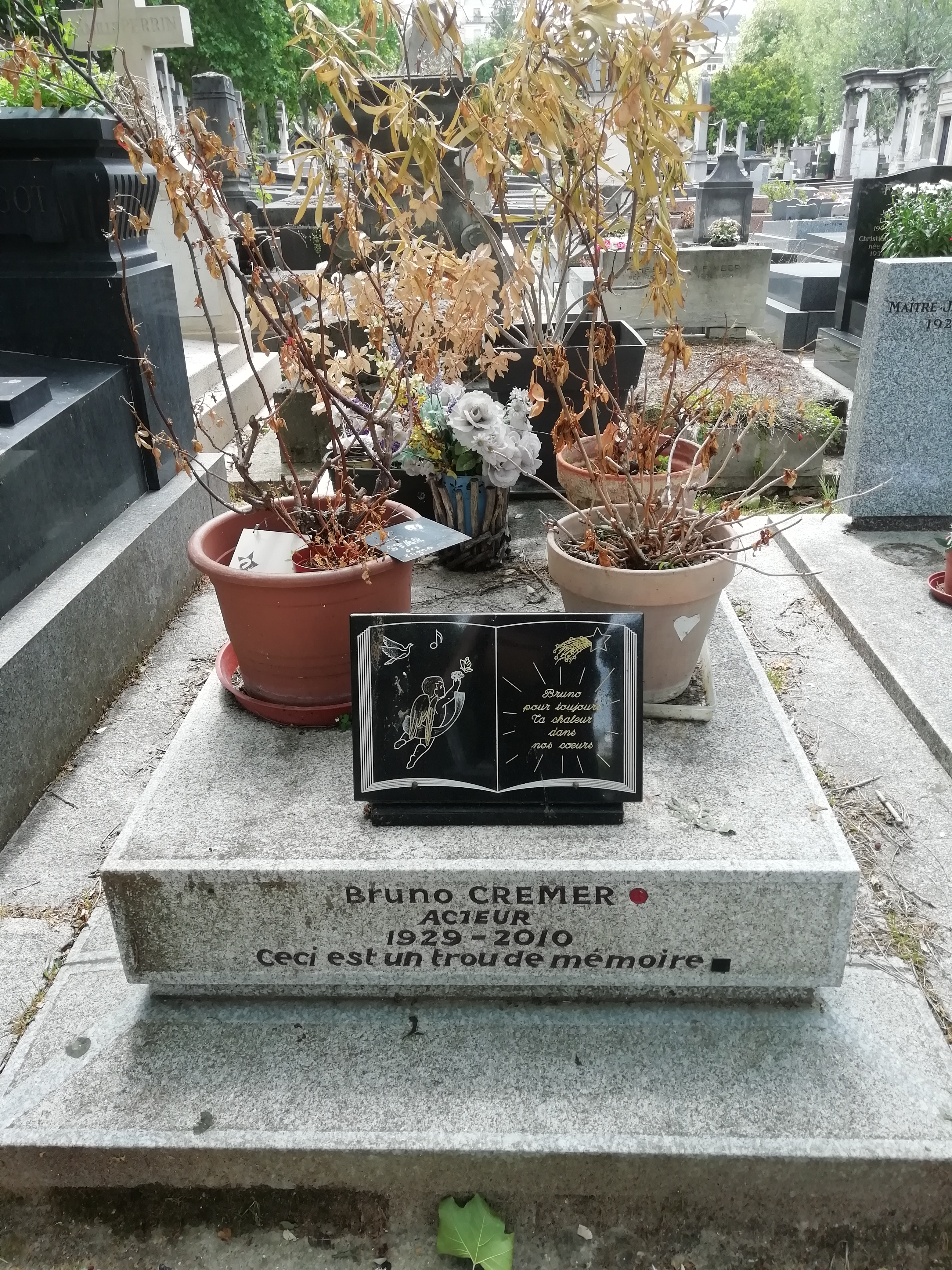
Grab von Bruno Cremer

Bruno Cremer (* 6. Oktober 1929 in Saint-Mandé; † 7. August 2010 in Paris) war ein französischer Schauspieler.

## Leben
Cremers Mutter war Belgierin und sein Vater Franzose, der später die belgische Staatsangehörigkeit annahm. Er begann seine Schauspielkarriere auf der Theaterbühne in Robinson von Jules Supervielle. Nach zehn Bühnenjahren in Stücken von William Shakespeare, Oscar Wilde, Jean Anouilh u. a. begann er in Filmen zu spielen. Hier debütierte er gemeinsam mit Alain Delon in Die Killer lassen bitten (1957). Weit über 80 Kinofilme folgten.
Ab 1991 stand Cremer sehr erfolgreich vor der Fernsehkamera und verkörperte 54-mal den Kommissar Maigret, nach Romanvorlagen von Georges Simenon. In Deutschland wurde er auch durch die Darstellung des zwielichtigen Antonio Espinosa in Allein gegen die Mafia bekannt, den er drei Staffeln lang spielte (1989–1992).
Er war seit dem 22. Dezember 1984 in zweiter Ehe verheiratet und hatte mit seiner Frau Chantal zwei Töchter sowie aus seiner ersten Ehe einen Sohn, den Schriftsteller Stéphane. Bruno Cremers autobiografisches Buch Un certain jeune homme (dt. Ein gewisser junger Mann) erschien im Jahre 2000. Am 7. August 2010 erlag der Schauspieler im Alter von 80 Jahren in einem Pariser Krankenhaus einem Krebsleiden. Bruno Cremer liegt auf dem Pariser Cimetière du Montparnasse begraben.

## Filmografie (Auswahl)
- 1960: Begierde am Meer (Mourir d’amour, auch: Mort a les yeux bleus)
- 1964: Die 317. Sektion (La 317e section)
- 1965: Im Reich des Kublai Khan (La fabuleuse aventure de Marco Polo)
- 1966: Brennt Paris? (Paris brûle-t-il?)
- 1966: Paras – Goldraub in der Luft (Objectif 500 millions)
- 1967: Ein Mann zuviel (Un homme de trop)
- 1967: Der Fremde (Lo straniero)
- 1968: Zucker für den Mörder (Un killer per sua maesta)
- 1968: La Bande à Bonnot
- 1971: Biribi – Hölle unter heißer Sonne (Biribi)
- 1971: Der Geliebte der großen Bärin (L’Amante dell'orsa maggiore)
- 1972: Das Attentat (L’Attentat)
- 1973: Der eiskalte Job (Le Protecteur)
- 1973: Ohne Warnung (Sans sommation)
- 1974: Die Verdächtigen (Les Suspects)
- 1975: Das Fleisch der Orchidee (La chair de l’orchidée)
- 1975: Sondertribunal – Jeder kämpft für sich allein (Section spéciale)
- 1976: Der Gute und die Bösen (Le Bon et les Méchants)
- 1976: Der Greifer (L’Alpagueur)
- 1977: Atemlos vor Angst (Sorcerer)
- 1978: Eine einfache Geschichte
- 1979: Anthrazit (Anthracit – cet âge est sans pitié)
- 1980: Verdammt zum Schafott (Une robe noire pour un tueur)
- 1980: La Légion saute sur Kolwezi
- 1980: Ein Blatt Liebe (Une page d’amour)
- 1981: Der Maulwurf (Espion, lève-toi)
- 1981: Josepha
- 1982: Effraction
- 1982: Kopfjagd – Preis der Angst (Le Prix du danger)
- 1983: Grausames Spiel (Un jeu brutal)
- 1984: Matrose 512 (Le Matelot 512)
- 1985: Das weiße Geheimnis (L’Énigme blanche)
- 1985: Blick in den Spiegel (Le Regard dans le miroir) (Fernseh-Mehrteiler)
- 1986: Abendanzug (Tenue de soirée)
- 1986: Falsch
- 1987: Insel der Meuterer (L’Île)
- 1988: Inspektor Lavardin: Der Teufel in der Stadt (Les Dossiers de l’Inspecteur Lavardin: Le Diable en ville)
- 1988: Lärm und Wut (De bruit et de fureur)
- 1988: Waffenbrüder (L’Union sacrée)
- 1989: Weiße Hochzeit (Noce blanche)
- 1989–1992: Allein gegen die Mafia (La piovra)
- 1991: Ein Vampir im Paradies (Un vampire au paradis)
- 1991–2005: Maigret (54 Episoden)
- 2000: Unter dem Sand (Sous le sable)
- 2000: Mein Vater (Mon père)
- 2003: Ein König über den Wolken (Là-haut, un roi au-dessus des nuages)